# Owadja Sforno
Owadja Sforno, ofwel Owadja ben Ja'akow Sforno, Hebreeuws: עובדיה ספורנו (nabij Cesena (Italië), omstreeks 1470 - Bologna, 1550) was een Italiaans rabbijn, Thoraverklaarder, filosoof, arts, taal- en wiskundige. 
Owadja Sforna werd geboren in een klein dorpje vlak bij Cesena. In zijn geboortedorp legde hij zich toe op de studie van het Hebreeuws, rabbijnse literatuur, filosofie en wiskunde. Vervolgens studeerde hij medicijnen in Rome, alwaar hij al snel naam en faam verwierf onder de wetenschappers. Hij schreef ook een verklaring op de Thora die tot op de dag van vandaag een prominente plaats inneemt onder de Thoraverklaringen.
Zijn verklaring op de Thora is voor het eerst gepubliceerd in 1567 in Venetië. Sforno volgde vaak de verklaringen van de gezaghebbende verklaarder Ralbag.